# Zgornja Dobrava (Moravče)
Zgornja Dobrava is een plaats in Slovenië en maakt deel uit van de gemeente Moravče in de NUTS-3-regio Osrednjeslovenska. De plaats telde 52 inwoners op 1 januari 2020.